# Rakel Logadóttir
Rakel Logadóttir (* 22. März 1981 in Reykjavík) ist eine ehemalige isländische Fußballspielerin.

## Spielerkarriere

### Vereine
Rakel Logadóttir spielte von 1997 bis 2001 und von 2003 bis 2014 für Valur Reykjavík in der Besta deild kvenna, der höchsten Spielklasse im isländischen Frauenfußball. Ihr Debüt im Seniorinnenbereich gab sie am 4. Juni 1997 bei der 0:2-Niederlage im Heimspiel gegen die Frauenfußballmannschaft des KR Reykjavík mit Einwechslung für Ingunn Hera Ármannsdóttir in der 46. Minute. Am 10. Juni 1997, beim 4:1-Sieg im Auswärtsspiel gegen den UMF Stjarnan, erzielte sie mit den Treffern zum 1:0 und 2:0 in der 18. und 36. Minute ihre ersten beiden Tore. Ihr letztes Punktspiel für Valur Reykjavík bestritt sie am 27. September 2014 beim 2:2-Unentschieden im Auswärtsspiel gegen den UMF Selfoss; sie wurde in der 87. Minute für Harpa Karen Antonsdóttir aus dem Spiel genommen. Sie bestritt 207 Punktspiele, in denen sie 90 Tore erzielte. Während ihrer Vereinszugehörigkeit gewann sie sechsmal die Meisterschaft.
In der Spielzeit 2002 kam sie für den Ligakonkurrenten ÍBV Vestmannaeyja vom 22. Mai bis zum 9. August in neun Punktspielen zum Einsatz, in denen ihr am 3. Juni, bei der 1:3-Niederlage im Auswärtsspiel gegen Valur Reykjavík mit dem Treffer zur 1:0-Führung in der zehnten Minute ihr einziges Tor gelang.
Nach einer einjährigen Auszeit vom Fußball schloss sie sich zur Spielzeit 2015 dem Þróttur Reykjavík an und bestritt in der 1. deild kvenna, der zweithöchsten Spielklasse, sieben Punktspiele, in denen sie drei Tore erzielte. In der Spielzeit 2016 wurde sie noch zweimal eingesetzt.

### Nationalmannschaft
Rakel Logadóttir debütierte als Nationalspielerin für den KSÍ in der U16-Nationalmannschaft, die am 2. Juli 1996 die Begegnung mit der U16-Nationalmannschaft Dänemarks mit 1:2 verlor. Bis zum 1. Juli 1998, bei der 0:2-Niederlage gegen die U16-Nationalmannschaft Deutschlands, bestritt sie neun weitere Länderspiele in dieser Altersklasse. Für die U19-Nationalmannschaft spielte sie siebenmal und erzielte acht Tore. Für die U21-Nationalmannschaft wurde sie in sieben Jahren in 27 Länderspielen berücksichtigt, in denen sie fünf Tore erzielte.
Rakel bestritt in zwölf Jahren 26 Länderspiele für die A-Nationalmannschaft und erzielte zwei Tore. Ihr Debüt als Nationalspielerin erfolgte am 5. April 2000 in Charlotte bei der 0:8-Niederlage im Freundschaftsspiel gegen die US-amerikanische Nationalmannschaft mit Einwechslung für Rakel Björk Ögmundsdóttir in der 83. Minute. Bis zum 19. Juli 2009 bestritt sie fünf weitere in Freundschaft ausgetragene A-Länderspiele.
Am 7. Juni und 17. August bestritt sie mit dem vierten und fünften Spiel der EM-Qualifikationsgruppe 3 ihre ersten beiden von insgesamt sechs EM-Qualifikationsspiele. Am 26. und 29. Oktober 2008 setzte sich ihrer Mannschaft in der 3. Qualifikationsrunde gegen die Nationalmannschaft Irlands (1:1 in Dublin, 3:0 in Reykjavik) durch und war das erste Mal für eine Europameisterschaft qualifiziert. Am 27. August 2009 kam sie einzig im zweiten Spiel der Gruppe B, bei der 0:1-Niederlage gegen die Nationalmannschaft Norwegens in Lahti mit Einwechslung für Dóra Stefánsdóttir ab der 60. Minute zum Einsatz.
Bei ihren drei Teilnahmen am Turnier um den Algarve-Cup 2007 (am 9., 12. und 14. März – Spiel um Platz 9), 2010 (am 24. und 26. Februar sowie am 1. und 3. März – Spiel um Platz 9) und 2011 (2. und 4. März) bestritt sie insgesamt neun Spiele.
Ihr erstes A-Länderspieltor erzielte sie am 9. März 2007 beim 1:1-Unentschieden gegen die Nationalmannschaft Irlands mit der 1:0-Führung in der 36. Minute und ihr zweites am 31. März 2010 beim 3:0-Sieg über die Nationalmannschaft Kroatiens im sechsten Spiel der WM-Qualifikationsgruppe 1 mit dem Treffer zum Endstand in der 84. Minute; in ihrem zweiten von vier WM-Qualifikationsspielen.

### Erfolge
Nationalmannschaft
- Algarve-Cup-Finalist 2011 (ohne Finaleinsatz)

Valur Reykjavík
- Isländischer Meister 2004, 2006, 2007, 2008, 2009, 2010
- Isländischer Pokalsieger 2009, 2010
- Isländischer Superpokalsieger 2010

## Trainerkarriere
Noch während ihrer Zeit als Spielerin für den Þróttur Reykjavík übernahm sie die Verantwortung als Trainerin und übte diese Funktion, zu Beginn noch als Spielertrainerin, von Juni 2016 bis Dezember 2018 aus. Von Juli bis Dezember 2019 war sie für die Spielgemeinschaft HK/Víkingur als Trainerin tätig und zuletzt von Januar bis September 2022 für den Zweitligisten Fylkir Reykjavík. Da die unmittelbare Rückkehr in die höchste Spielklasse verpasst wurde, trat sie mit sofortiger Wirkung als Trainerin zurück.